# Дубинино (Вологодская область)
Дубинино — деревня в Бабаевском районе Вологодской области.
Входит в состав Санинского сельского поселения, с точки зрения административно-территориального деления — в Санинский сельсовет.
Расположена на правом берегу реки Колпца. Расстояние по автодороге до районного центра Бабаево — 31 км, до центра муниципального образования деревни Санинская — 5 км. Ближайшие населённые пункты — Амосово, Седуново, Серково.
По данным переписи в 2002 году постоянного населения не было.